# Vivo da re
Vivo da re, pubblicato nel 1980, è il secondo album del gruppo musicale italiano Decibel, riedito nel 1986 con il titolo Decibel.

## Descrizione
Rispetto al primo LP della band questo disco segna una svolta verso sonorità new wave. È l'ultimo album a cui partecipa Enrico Ruggeri fino alla reunion del 2016.
La sua pubblicazione fa seguito alla partecipazione della band al Festival di Sanremo 1980 con la canzone Contessa, la quale raggiunge la serata finale.

## Produzione
Il titolo originale del brano Vivo da re era Leaving Home (con testo in inglese), fu poi cambiato ed inserito in quest'album.
I brani sono tutti inediti tranne la canzone dell'Equipe 84 Ho in mente te, che presenta il testo in italiano di Mogol. Tutti i testi dei brani inediti sono stati scritti da Enrico Ruggeri mentre le musiche inedite sono state composte in parte dallo stesso Ruggeri, o da Fulvio Muzio, o da Silvio Capeccia.
La copertina dell'album è la stessa di Vivo da re/Decibel: la band in posa per una foto su uno sfondo bianco.La grafica è di Claus Miller e Isabella Ginnaneschi. Dall'album vennero estratti due 45 giri: Vivo da re/Decibel e Contessa/Teenager.

## Tracce
1. Il mio show - 3:51
2. Supermarket - 3:36
3. Pernod - 3:45
4. Ho in mente te - 2:36
5. Sepolto vivo - 2:15
6. Vivo da re - 3:59
7. Contessa - 3:03
8. A disagio - 2:39
9. Teenager - 2:41
10. Tanti auguri - 2:01
11. Peggio per te - 2:51
12. Decibel - 5:01

## Formazione
Decibel
- Enrico Ruggeri – voce solista; cori (tracce 1-6, 8-10, 12), chitarra ritmica (traccia 4), batteria elettronica (traccia 10)
- Fulvio Muzio – chitarra (tracce 2-6, 9, 10, 12), cori (tracce 4, 8, 9, 10, 12), pianoforte acustico (tracce 7, 8), pianoforte elettrico Fender Rhodes (tracce 7)
- Silvio Capeccia – sintetizzatore (tracce 1-10, 12), cori (tracce 1, 2, 4-10, 12), pianoforte elettrico Fender Rhodes (tracce 1, 3, 7, 9), pianoforte acustico (tracce 1, 11), spinetta (tracce 1), clavinet (tracce 2), organo Hammond (traccia 12)
- Mino Riboni – basso (tracce 2, 3, 5-12), cori (tracce 7, 9, 10, 12)

Altri musicisti
- Walter Calloni – batteria (tracce 1-9, 11, 12), grancassa (traccia 10)
- Salvatore Giumento – clarino (traccia 1)
- Renè Mantegna – percussioni  (tracce 2, 6, 12), nacchere (traccia 11)
- Ottavio Corbellini – percussioni (traccia 2)
- Shel Shapiro – pianoforte elettrico Fender Rhodes  (traccia 3), pianoforte  (traccia 6)
- Sergio Farina – chitarra ritmica  (traccia 6)
- Aldo Banfi – sintetizzatore  (traccia 6)
- Ugo Martelli – violino (traccia 7)
- Renato Riccio – violino  (traccia 7)
- Aida Cooper – cori  (traccia 11)
- Wanda Radicchi – cori  (traccia 11)
- Andrea Tosi – fisarmonica (traccia 11)
- Giorgio Azzolini – contrabbasso  (traccia 11)
- Hugo Heredia – sax (traccia 12)